# Segona batalla naval de Tarragona
La Segona batalla naval de Tarragona de 1641 fou un dels episodis del Setge de Tarragona durant la Guerra dels Segadors

## Antecedents
Poc després de la revolta que va suposar el Corpus de Sang, l'exèrcit de Felip IV va ocupar Tortosa i Tarragona, il 17 de gener de 1641, davant l'alarmant penetració de l'exèrcit reialista, Pau Claris al capdavant de la Generalitat de Catalunya, proclamà la República Catalana acordant una aliança política i militar amb França, posant Catalunya sota l'obediència de Lluís XIII de França. Pocs dies després, amb l'ajuda de l'exèrcit francès, la Generalitat obtingué una important victòria militar en la batalla de Montjuïc del 26 de gener de 1641, i les tropes reialistes es retiraven a Tarragona.
El 4 de maig de 1641 l'estol francès d'Henri d'Escoubleau de Sourdis es presentà davant de Tarragona i inicià el bloqueig de la ciutat amb les tropes de terra de Philippe de La Mothe-Houdancourt. Durant els mesos de maig i juny es lluità als voltants de Tarragona; el fort de Salou caigué en poder dels francesos el 9 de maig i batalla de Constantí el 13 de maig. Després de ser derrotats del 30 de juny al 4 de juliol de 1641 en la primera batalla naval de Tarragona, els reialistes van aplegar un nou estol comandat per García Álvarez de Toledo y Mendoza.

## Batalla
Amb ordres d'alliberar el setge de Tarragona, García Álvarez de Toledo y Mendoza va poder disposar de l'Armada de l'Oceà, la principal de les espanyoles, que es va concentrar a Vinaròs de 30 galions i fragates, 4 pataixos i 65 transports de provisions, als que es van sumar les 29 galeres supervivents de la primera batalla naval de Tarragona.
La flota espanyola va arribar a Tarragona el 20 d'agost, i la francesa va sortir del port i va obrir foc sobre ella de manera que les galeres i els transports van entrar al port, descarregar i tornar a sortir, mentre els vaixells grans combatien durant tot el dia, danyant els vaixells però sense enfonsar-ne cap. Finalment, l'estol francès es va retirar i el 25 d'agost tornaria definitivament a França.

## Conseqüències
L'estol de García Álvarez de Toledo y Mendoza va aprovisionar Roses, Perpinyà i Cotlliure i va tornar a Tarragona, d'on l'exèrcit catalano-francès ja s'havia retirat, esquivant Barcelona.
Les tropes que assetjaven la ciutat es van situar a la Conca de Barberà per poder aturar entrades reialistes tant des de Lleida, com de Tarragona, i a l'hivern van saquejar Tamarit de Llitera i aixecar el setge d'Almenar.
La presència de la flota francesa a Barcelona va impedir que els reforços reialistes i les provisions seguissin arribant al nord del Principat, cosa que va facilitar l'ocupació francesa de les viles i fortaleses que encara quedaven en mans castellanes (Perpinyà i Roses).